# Лисин, Владимир Сергеевич
Влади́мир Серге́евич Ли́син (род. 7 мая 1956, Иваново, Ивановская область, РСФСР, СССР) — российский предприниматель, миллиардер. Его основными активами являются Новолипецкий металлургический комбинат, «Первая портовая компания», судоходная компания «Волжское пароходство».
Богатейший бизнесмен России 2022 года, по версии журнала Forbes, с состоянием $18,4 млрд. В 2023 году состояние Лисина оценивалось в $22,1 млрд, он занимал третье место, уступая Андрею Мельниченко и Владимиру Потанину.
По версии  Bloomberg, на  2 декабря 2024 года состояние Лисина оценивается в $29,6 млрд.

## Биография
Родился 7 мая 1956 года в городе Иваново.
В 1973 году окончил школу № 41 в Новокузнецке Кемеровской области. Трудовую деятельность начал в 1975 году электрослесарем в объединении «Южкузбассуголь». В 1979 году окончил Сибирский металлургический институт в Новокузнецке по специальности инженер-металлург. По окончании института работал в НПО «Тулачермет», где прошёл путь от подручного сталевара до заместителя начальника цеха (1979—1985 гг.).
В 1990 году окончил Высшую коммерческую школу при Академии внешней торговли, в 1992 году — Академию народного хозяйства по специальности «экономика и управление», в 1994 году — Российскую экономическую академию имени Г. В. Плеханова.
С 1986 года — заместитель главного инженера, а с 1989 по 1991 годы — заместитель генерального директора Карагандинского металлургического комбината («Кармет»), главой которого был О. Н. Сосковец. В это же время Лисин являлся главой казахстанско-швейцарского «ТСК-Стил» — посредника, реализовывавшего продукцию «Кармета» на мировом рынке.
В 1992 году был сотрудником компании Trans Commodities, занимавшейся толлингом под управлением Сэма Кислина и Искандера Махмудова. С 1993 года — партнёр компании Trans-World Group, занимавшейся тем же под управлением Дэвида и Симона Рубенов, а также Льва и Михаила Черными.
С 1993 года — председатель совета директоров Саяногорского алюминиевого завода, член совета директоров Новокузнецкого и Братского алюминиевых заводов, Магнитогорского и Новолипецкого металлургических комбинатов.
К 1997 году Лисин смог взять контроль над толлингом НЛМК в свои руки. Выкупил акции комбината у Сороса, Ричарда и Кристофера Чандлеров.
С 1998 года — председатель совета директоров ОАО «НЛМК».
В 2007 году через офшорную фирму «Silener Management» приобрёл 14,42 % акций банка «Зенит».
С июля 2008 по июнь 2012 года был независимым членом совета директоров ОАО «Объединённая судостроительная корпорация».
28 октября 2011 структура Лисина — ООО «Независимая транспортная компания» — приобрела на аукционе 75 % минус две акции ОАО «Первая грузовая компания» за 125,5 млрд руб. (около $4 млрд). В ходе торгов был сделан всего один шаг на 125 млн руб. Таким образом, Лисин в качестве крупнейшего в РФ оператора подвижного состава стал контролировать четверть рынка грузовых перевозок по железной дороге. Позднее, в октябре 2012 года НТК докупила оставшиеся 25 % акций «Первой грузовой компании».
В апреле 2022 года Лисин попал под санкции Австралии в связи с вторжением России на Украину. При этом он не попал под санкции Великобритании, ЕС и США.
30 ноября 2022 года стало известно, что Лисин покинул пост президента Международной федерации спортивной стрельбы (ISSF), проиграв выборы итальянцу Лучано Росси. На выборах Лисин представлял одновременно Россию и Кипр.
16 марта 2023 года на съезде Российского союза промышленников и предпринимателей Лисин вышел из состава руководящего органа — бюро правления — на основании собственного заявления. Его место занял гендиректор КамАЗа Сергей Когогин.

## Звания и награды

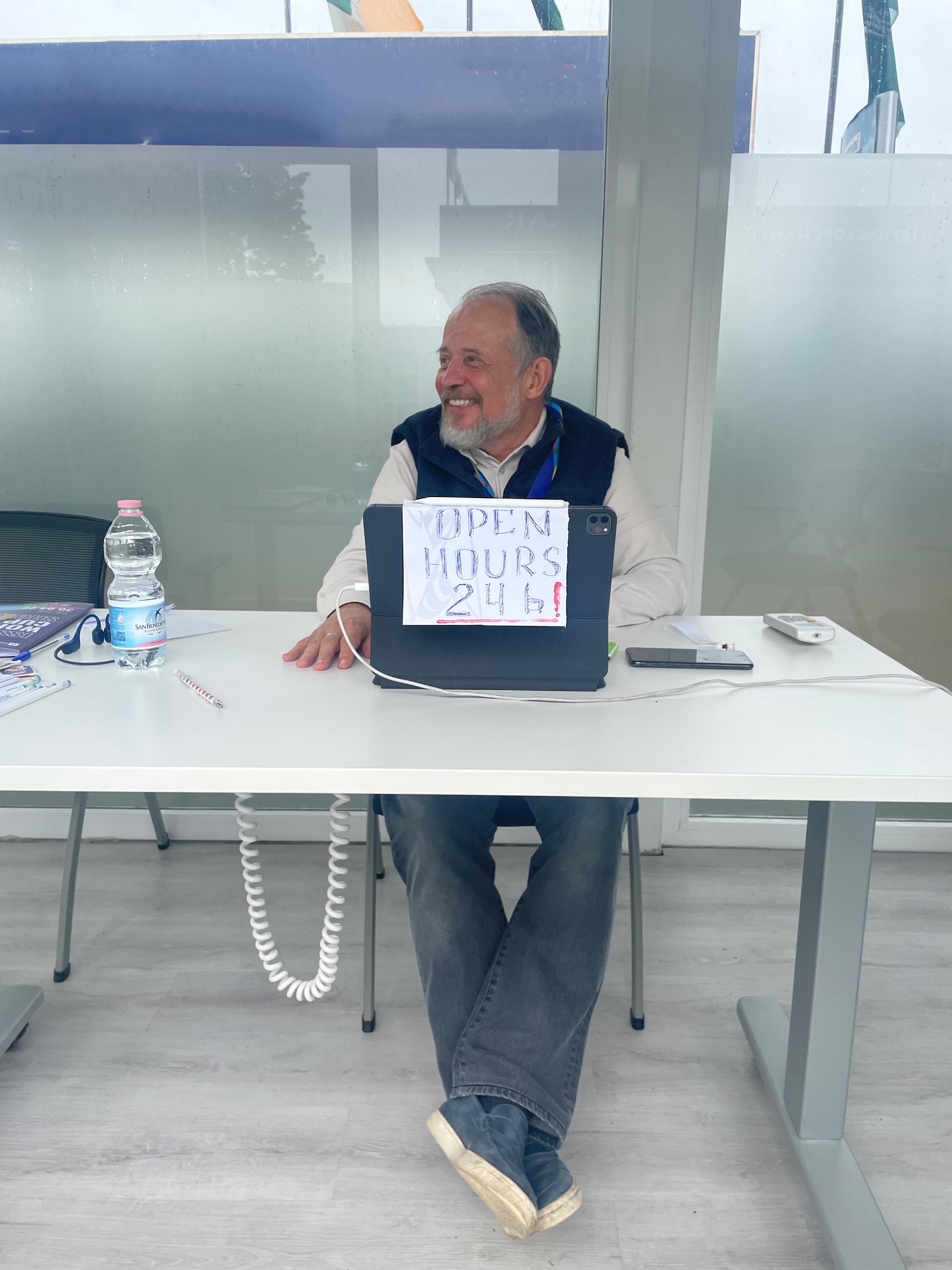
Владимир Лисин на соревнованиях Международной федерации спортивной стрельбы (ISSF) в 2022 году

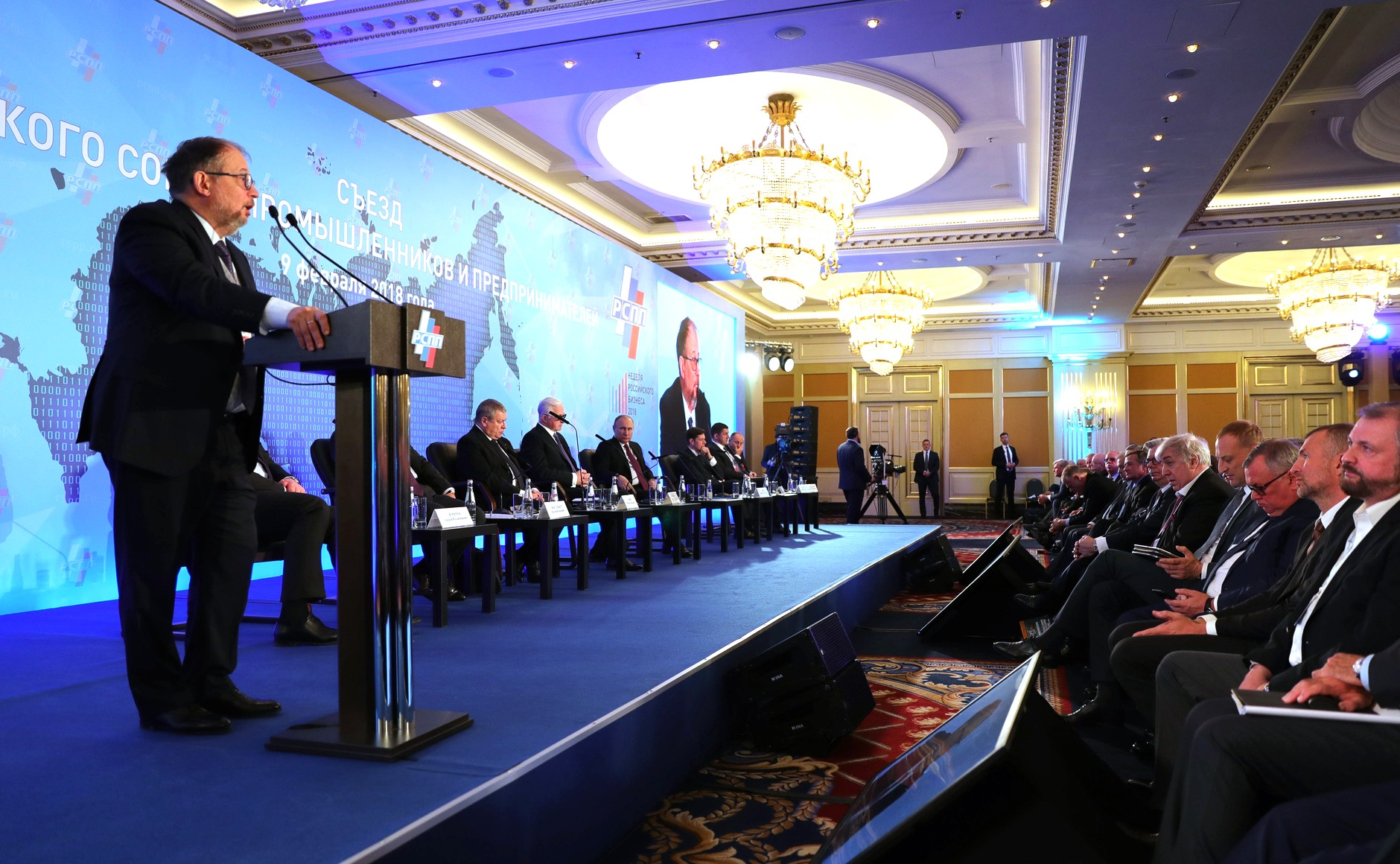
Владимир Лисин на съезде Российского союза промышленников и предпринимателей (РСПП) в 2018 году

- Лауреат премии Совета Министров СССР в области науки и техники 1990 года.
- 1996 — доктор технических наук (защитил диссертацию в Липецком государственном техническом университете на тему «Математическое моделирование совмещённых процессов и оптимизация технологических характеристик литейно-прокатных модулей»)[10].
- 2001 — лауреат национальной премии бизнес-репутации «Дарин» Российской академии бизнеса и предпринимательства.
- 2006 — доктор экономических наук (защитил диссертацию в Государственном университете управления на тему «Формирование концептуальных основ организационно-экономического развития черной металлургии в условиях глобальной конкуренции»)[10].
- Профессор кафедры проблем рынка и хозяйственного механизма Академии народного хозяйства при Правительстве РФ, автор 16 монографий и более 150 научных публикаций.
- Большой почётный знак «За заслуги перед Австрийской Республикой» (2003 год, Австрия)[24].
- Почётный металлург РФ.
- Кавалер ордена Почёта.
- С 2002 по 2018 годы — президент Стрелкового союза России. Мастер спорта.
- 2009 — почётный гражданин Липецка.
- С 2009 по 2018 годы — президент Европейской стрелковой конфедерации (ESC).
- 20 июня 2013 избран в состав исполкома Международной федерации спортивной стрельбы (ISSF)[25].
- 30 ноября 2018 года избран президентом ISSF.
- 2017 — кавалер ордена Александра Невского[26].

## Состояние и позиция в Форбс
Основной актив Лисина — контрольный пакет Новолипецкого металлургического комбината. Предпринимателю принадлежит также ПАО «Первая грузовая компания» (один из крупнейших операторов грузовых железнодорожных перевозок в России - до ноября 2023 года ), «Первая портовая компания», судоходная компания «Волжское пароходство» и другие. В число медиа-активов Лисина входит радиостанция Business FM. В прошлом Лисин финансировал выпуск печатной газеты «Газета», которая выходила с 2001 по 2010 год.
Оценки состояния журналом Forbes по годам:
| Показатель         | 2004 | 2005 | 2006 | 2007 | 2008 | 2009 | 2010 | 2011 | 2012 | 2013 | 2014 | 2015 | 2016 | 2017 | 2018 | 2019 | 2020 | 2021 | 2022 | 2023 | 2024 |
| Состояние ($ млрд) | 3,8  | 7,0  | 10,7 | 14,3 | 20,3 | 5,2  | 15,8 | 24,0 | 15,9 | 14,1 | 16,6 | 11,6 | 9,3  | 16,1 | 19,1 | 21,3 | 18,1 | 26,2 | 18,4 | 22,1 | 26,6 |
| Место (в мире)     | 124  | 60   | 41   | 36   | 21   | 93   | 32   | 14   | 41   | 62   | 53   | 107  | 116  | 57   | 57   | 45   | 45   | 59   | 87   | 70   | 70   |
| Место (в России)   | 6    | 2    | 3    | 3    | 4    | 5    | 1    | 1    | 2    | 8    | 4    | 8    | 8    | 3    | 1    | 2    | 2    | 3    | 1    | 3    | 3    |

## Благотворительность
В феврале 2020 года перечислил 120 миллионов рублей на лечение Анны Новожиловой с заболеванием спинальная мышечная атрофия для покупки лекарства стоимостью в 2,4 млн долларов США — Zolgensma. В апреле 2020 года перечислил около 123 млн рублей на лечение Лизы Краюхиной для покупки лекарства Zolgensma. В ноябре 2021 перечислил около 80 млн рублей на лечение спинально-мышечной атрофии для Веселова Александра из подмосковного Красногорска. Всего на лечение сложных заболеваний (в том числе, у детей) с 2010 года бизнесменом было направлено более 9 миллиардов рублей.
Член попечительского совета Фонда поддержки олимпийцев.
При поддержке Владимира Лисина в 1999 году был создан корпоративный благотворительный фонд НЛМК «Милосердие»

## Семья
Женат, вместе с супругой Людмилой воспитал троих детей (Вячеслав, Дмитрий, Анастасия).

## Увлечения
Коллекционирует каслинское чугунное литьё и считается обладателем одной из самых полных частных коллекций дореволюционного каслинского литья (она насчитывает более 200 экспонатов, а весь дореволюционный ассортимент завода составлял немногим более 300 видов различных изделий). Это скульптура малых форм, предметы бытового назначения, интерьерная мебель — всего более 200 каталогизированых экспонатов.
Увлечён стрелковым спортом, имеет звание мастера спорта. Возглавлял Стрелковый союз России, ранее возглавлял Европейскую стрелковую конфедерацию (ESC), избран в состав исполкома Международной федерации спортивной стрельбы (ISSF), затем президентом этой организации. Лисину принадлежит подмосковный стрелковый комплекс «Лисья нора», бизнесмен также комментирует пулевую и стендовую стрельбу на телеканале «Матч! Арена».
Владимир Лисин известен общественности как коллекционер анекдотов на экономическую тематику. Неоднократно с помощью таких анекдотов выражал свою позицию по тому или иному вопросу, полемизируя с такими собеседниками как Владимир Путин, Анатолий Чубайс, Андрей Белоусов и др.

## Конфликты
В июне 2019 года Лисин на заседании РСПП раскритиковал Анатолия Чубайса за публичное «приклеивание ярлыков „неправильных олигархов“». Чубайс, в стиле Лисина, ответил ему анекдотом, в ответ тот рассказал очередной.
В 2007—2019 годах конфликтовал с основателем и бывшим совладельцем ОАО «Макси-групп» Николаем Максимовым. В 2011 году Арбитражный суд города Москвы отклонил иск Владимира Лисина к газете «Ведомости» за публикацию высказываний Николая Максимова. 20 августа 2019 года Владимир Лисин подал в Жуковский городской суд Московской области иск против газеты The Moscow Post и блогера Дмитрия Севастьянова за публикацию и перепечатку серии из 19 статей касающихся конфликта Лисина и Максимова. Николай Максимов проиграл все суды за границей.

## Санкции
В апреле 2022 года Владимир Лисин включён в санкции Австралии из-за вторжения России на Украину в 2022 году. 3 июня 2025 года внесён в санкционный список Канады лиц, которые по данным «Фонда борьбы с коррупцией», поддерживали нападение на Украину, либо извлекали выгоду от войны. Ранее «Фонд борьбы с коррупцией» внёс Лисина в список коррупционеров и разжигателей войны так как «компании с которыми он связан занимаются поставками комплектующих и оказанием услуг для российской оборонной промышленности».